# Reacción de McMurry

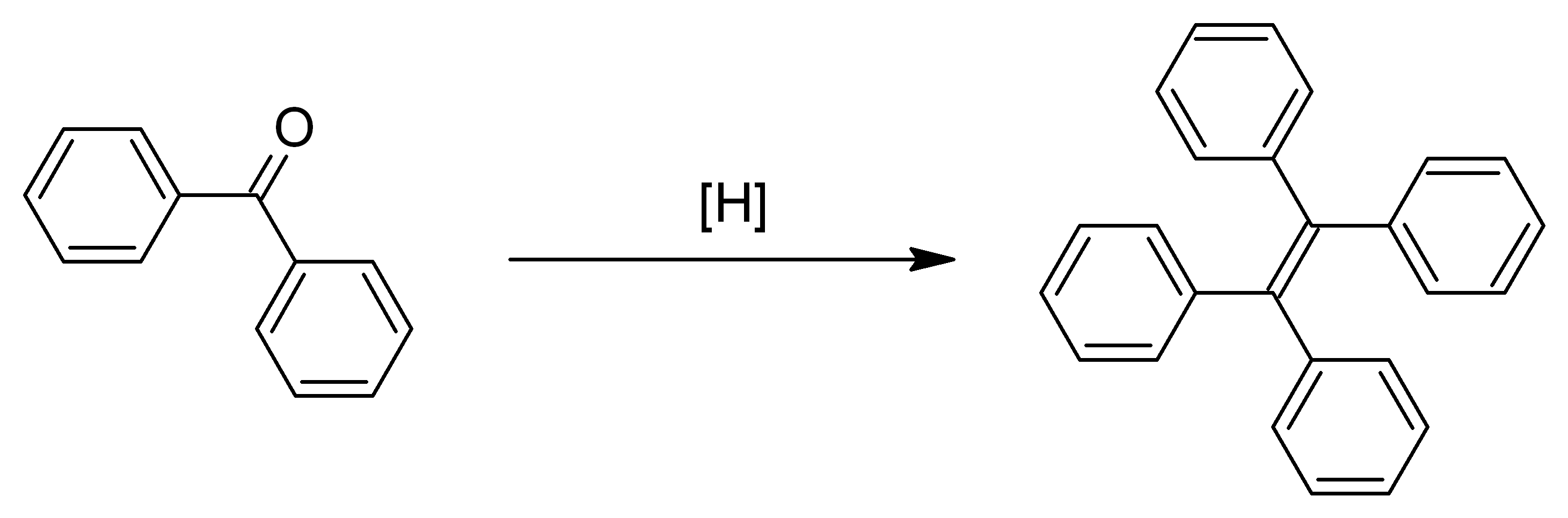
Reacción de McMurry con benzofenona

La reacción de McMurry es una reacción orgánica en la que dos cetonas o aldehídos se acoplan dando como producto a un alqueno usando cloruro de titanio compuesto por tricloruro de titanio y un agente reductor.  La reacción fue nombrada en reconocimiento a su co-descubirdor, John E. McMurry.  La reacción de McMurry original involucraba una mezcla de TiCl3 y LiAlH4, la cual produce agentes activos.  Las especies relacionadas que se han utilizado implican hasta la combinación de TiCl3 o TiCl4, con otros agentes reductores, incluyendo potasio, zinc y magnesio. Esta reacción está relacionada con la reacción de acoplamiento en un pinacol (diol vecinal), que también procede mediante acoplamiento reductor de los compuestos carbonilo.

## Mecanismo de reacción
Este acoplamiento reductivo puede ser considerado y estudiado en dos pasos. En primer lugar la formación de un 1,2-diolato(anión de dos cargas negativas, una sobre cada oxígeno, derivado de un 1,2-diol) complejo, una etapa que es equivalente a la reacción de acoplamiento de pinacol. El segundo paso es la desoxigenación de la especie anterior que da el alqueno. El segundo paso explota la oxofilicidad de titanio.
Un mecanismo propuesto cuando TiCl4 y Zn (Cu) se utilizan para el acoplamiento de la benzofenona, como se propone en una referencia. Tenga en cuenta que el mecanismo puede variar cuando las condiciones se utilizan son diferentes.
Otro mecanismo propuesto para la reacción
Varios mecanismos han sido discutidos para esta reacción. Las especies de titanio de bajo estado de oxidación inducen el acoplamiento de los carbonilos por transferencia electrónica única a los grupos carbonilo. Las requeridas especies de titanio de bajo estado de oxidación se generan a través de una reacción redox, normalmente con polvo de zinc. Esta reacción se realiza a menudo en THF porque disuelve complejos intermedios, facilita los pasos de transferencia de electrones, y no se reduce bajo las condiciones de reacción. La naturaleza de estas especies de titanio varía como los productos formados por la reducción del haluro de titanio complejo precursor, que naturalmente dependerá tanto del disolvente (más comúnmente THF o DME) y el agente reductor empleado: típicamente, hidruro de litio y aluminio, cupla zinc -cobre, polvo de zinc, amalgama de magnesio-mercurio, magnesio u otros metales alcalinos. Bogdanovic y Bolte identificaron la naturaleza y modo de acción de las especies activas en algunos sistemas clásicos de McMurry, y han dado una visión general de los mecanismos de reacción propuestos que han sido publicados. Hay que señalar que el dióxido de titanio no es generalmente un producto de la reacción de acoplamiento. Si bien es cierto que el dióxido de titanio es usualmente el eventual destino de titanio usado en estas reacciones, se forman generalmente en el tratamiento final acuoso de la mezcla de reacción.

Presentamos algunos ejemplos de dicha reacción. 
Reacción de McMurry en pentanal
Como es costumbre en química orgánica es posible realizar la reacción con un sustrato di carbonílico lo que origina un alqueno cíclico:
Reacción de McMurry en hexanodial